# Szóstka (gmina)
Szóstka – dawna gmina wiejska istniejąca w latach 1809–1954 na Lubelszczyźnie. Siedzibą gminy była Szóstka.
Gmina Szóstka jako jednostka jednowioskowa powstała w 1809 roku w Księstwie Warszawskim. Po podziale Królestwa Polskiego na powiaty i gminy z początkiem 1867 roku gmina weszła w skład w powiatu radzyńskiego w guberni siedleckiej (od 1912 gubernia lubelska). W 1919 roku gmina weszła w skład woj. lubelskiego i składała się z następujących wsi: Szóstka, Turów, Worsy, Wólka Łózecka i Wygnanka. Podczas okupacji gmina należała do dystryktu lubelskiego (w Generalnym Gubernatorstwie).
Według stanu z dnia 1 lipca 1952 roku gmina Szóstka składała się z 6 gromad. Jednostka została zniesiona 29 września 1954 roku wraz z reformą wprowadzającą gromady w miejsce gmin. Z obszaru gminy utworzono Gromadzkie Rady Narodowe w Ostrówkach, Szóstce i Turowie. Po reaktywowaniu gmin z dniem 1 stycznia 1973 roku gminy Szóstka nie przywrócono a jej obszar wszedł w skład gminy Drelów.